# QPSK

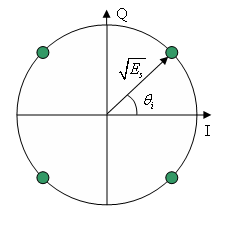
Diagrama de constel·lació

QPSK, en anglès Quadrature Phase-Shift Keying (codificació per canvi de fase en quadratura), és una particularització de la modulació digital per desplaçament de fase o PSK (Phase-Shift Keying). Es tracta d'una forma de modulació angular consistent a fer variar la fase de la portadora entre un nombre de valors discrets finits que representen el diversos símbols de la modulació, cadascun dels quals està codificat en Codi Gray per tal de minimitzar la probabilitat d'error de bit.

## Definicions
Per definir matemàticament les probabilitats d'error, necessitem algunes definicions:
- {\displaystyle E_{b}} = Energia de bit
- {\displaystyle E_{s}} = Energia de símbol = {\displaystyle 2E_{b}} (en QPSK es codifiquen 2 bits per símbol)
- {\displaystyle T_{b}} = Temps de bit
- {\displaystyle T_{s}} = Temps de símbol = {\displaystyle 2T_{b}}
- {\displaystyle N_{0}/2} = Densitat espectral de potència de soroll (W/Hz)
- {\displaystyle P_{b}} = Probabilitat d'error de bit
- {\displaystyle P_{s}} = Probabilitat d'error de símbol

{\displaystyle Q(x)} ens dona la probabilitat que {\displaystyle x} estigui per sota de la cua cap a l'infinit positiu de la funció de densitat de probabilitat Gaussiana. És una versió escalada de la funció d'error complementària:
{\displaystyle Q(x)={\frac {1}{\sqrt {2\pi }}}\int _{x}^{\infty }e^{-t^{2}/2}dt={\frac {1}{2}}\,\operatorname {erfc} \left({\frac {x}{\sqrt {2}}}\right),\ x\geq {}0}.
Els errors considerats són els que apareixen sota un entorn amb soroll blanc gaussià additiu.

## Domini temporal
En el cas concret de QPSK tenim quatre possibles valors de fase θ diferents que representen els quatre símbols de la modulació. L'expressió analítica d'un sol símbol és la següent, on generalment pren els valors: 45°, 135º, 225º i 315º.
{\displaystyle s_{i}(t)={\sqrt {\frac {2E_{s}}{T}}}\cos \left(2\pi f_{c}t+\Theta _{i}\right),i=1,2,3,4}
{\displaystyle \Theta _{i}=(2i-1){\frac {\pi }{4}}}
Els símbols s'envien seqüencialment limitant-los en temps al multiplicar-los pel pols conformador {\displaystyle p(t)}, normalment un pols rectangular de duració el temps de símbol.
{\displaystyle s(t)=\sum _{k=-\infty }^{\infty }s_{k}(t)p(t-kT_{s})}
Com veiem, la modulació QPSK és equivalent a la 4-QAM.
L'aspecte d'aquesta modulació en el domini temporal és el següent:

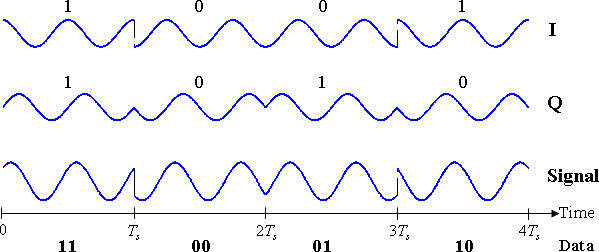
QPSK en el temps. El flux de dades binàries es mostra al llarg de l'eix temporal. Les components en-fase (I) i en quadratura (Q) amb la seua assignació de bits es mostren a la part superior i el senyal combinat resultant a la part inferior. Es poden observar els canvis de fase abruptes en alguns dels canvis de símbol.

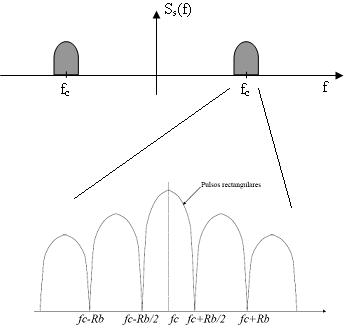
Densitat espectral de potència d'un senyal modulat QPSK. representa la velocitat de transmissió de bit i es correspon amb el temps de bit i amb el temps de símbol mitjançant la relació:

## Domini freqüencial
Un dels seus principals avantatges respecte a la modulació PSK més simple (BPSK) és que ofereix la mateixa eficiència de potència, utilitzant la meitat d'amplada de banda, el que és molt important en la transmissió de dades per satèl·lit. Això és degut al fet que BPSK només codifica 1 bit per símbol, i QPSK en codifica 2.
Aquesta és l'aspecte de la densitat espectral de potència de qualsevol senyal PSK independentment del nombre de símbols, ja que els símbols varien només en fase conservant l'envoltant, l'energia i la freqüència.
{\displaystyle S_{s}(f)=E_{s}\left[\left|P(f-f_{c})\right|^{2}+\left|P(f+f_{c})\right|^{2}\right]}
on {\displaystyle P(f)} és la transformada de Fourier del pols conformador {\displaystyle p(t)}.
El fet que es mantingui l'amplitud dels símbols simplifica la implementació del receptor, permetent que els amplificadors no tinguin una resposta lineal i, per tant, puguin ser de major qualitat.

## Probabilitat d'error
Cada símbol és codificat amb dos bits seguint codificació Gray de forma que el símbols adjacents només difereixen en un bit, minimitzant així la probabilitat d'error de bit i, per tant, la BER (Bit Error Rate), sense necessitat de reduir la probabilitat d'error de símbol.
Podem interpretar la modulació QPSK com dues portadores modulades independentment en quadratura: es modula la component en fase a partir dels bits parells i la component en quadratura amb els senars (o a l'inrevés). Per tant, la modulació és equivalent a dues modulacions BPSK, una per cada portadora.
Amb aquesta interpretació, es pot concloure que la probabilitat d'error de bit és la mateixa que en BPSK:
{\displaystyle P_{b}=Q\left({\sqrt {\frac {2E_{b}}{N_{0}}}}\right)}
Com que cada símbol codifica dos bits, la probabilitat d'error de bit resulta:
{\displaystyle P_{s}=1-\left(1-P_{b}\right)^{2}=2Q\left({\sqrt {\frac {E_{s}}{N_{0}}}}\right)-Q^{2}\left({\sqrt {\frac {E_{s}}{N_{0}}}}\right)}